# Judes
Judes es una localidad española del municipio soriano de Arcos de Jalón, en la comunidad autónoma de Castilla y León. Ubicada en la comarca de Arcos de Jalón, en 2020 tenía una población de 18 habitantes.

## Geografía
La localidad pertenece al partido judicial de Almazán y a la comarca de Arcos de Jalón. En los alrededores de la localidad se encuentra una gran laguna: la laguna de Judes. La totalidad del término de Judes, junto con los de Iruecha, Chaorna, Algondrón y parte de Sagides han sido protegidos medioambientalmente con la figura de Lugar de Interés Comunitario (LIC) de "Los Sabinares del Jalón". Desde el pueblo hay un camino hacia la laguna de Judes. La localidad se encuentra situada a 18&mnbsp;km de la N-II, entre Chaorna e Iruecha.

## Historia
A la caída del Antiguo Régimen la localidad se constituyó en municipio constitucional en la región de Castilla la Vieja que en el censo de 1842 contaba con 180 vecinos y 700 habitantes. La localidad aparece descrita en el noveno volumen del Diccionario geográfico-estadístico-histórico de España y sus posesiones de Ultramar de Pascual Madoz de la siguiente manera:

JUDES: l. con ayunt. en la prov. de Soria (14 leg.), part. jud. de Medinaceli (4), aud. terr. y c. g. de Burgos (39), dióc. de Sigüenza (8): sit. en 2 pequeñas eminencias de un cerro y dividido en 2 barrios no muy distantes entre sí, le combaten libremente los vientos; su clima es muy frio, especialmente en el invierno, por las muchas nieves que caen; padeciéndose con alguna frecuencia pulmonías y dolores de costado: forman el pueblo 187 casas, la consistorial, con cárcel; escuela de instruccion primaria frecuentada por 40 alumnos, á cargo de un maestro á la vez sacristan, dotado con 70 fan. de trigo; una fuente de buenas aguas, que provee al vecindario para beber y demas necesidades domésticas: una igl. parr. (La Asuncion de Ntra. Sra.) servida por un cura y un sacristan: el cementerio cerrado con una elevada cerca, se halla unido á la igl. y no se nota que perjudique á la salubridad pública. térm.: confina N. Montuenga; E. Iruecha; S. Maranchon, y O. Chaorna; dentro de él y como á dist. de 1/4 de leg., se encuentra una gran laguna: el terreno es de mediana calidad, y de secano á escepcion de unas 300 fan. que se riegan con el desagüe natural de la precitada laguna; se hallan en cullivo 6,500 fanegas; hay ademas 11,500 de prados y pastos naturales; 5,000 de monte poblado de encina, roble, chaparro, sabina, enebro y otros arbustos; y 5,500 fan. de terreno baldío. caminos: los que dirigen á los pueblos limítrofes, todos de herradura y en mal estado. correo: se recibe y despacha en la estafeta de Medinaceli por un cartero. prod.: trigo, cebada, avena, judias, garbanzos y otras legumbres, patatas, nabos y cáñamo, miel, cera, leñas de combustible y carboneo, y yerbas de pasto, con las que se mantiene ganado lanar, cabrío, mular, asnal y de cerda. ind.: la agrícola, 7 telares de lienzos ordinarios de cáñamo y paños bastos para el consumo del vecindario. comercio: esportacion de frutos sobrantes, algun ganado y lana, é importacion de los art. de consumo que faltan. pobl.: 180 vec., 700 alm. cap. prod.: 204,693 rs. 14 mrs. imp.: 88,336 rs. contr. en todos conceptos, 19,240 rs.
(Madoz, 1847, p. 660)

El municipio de Judes desapareció en 1967, al fusionarse con los de Arcos de Jalón, Aguilar de Montuenga, Chaorna, Montuenga, Iruecha, Laina, Sagides, Somaén, Velilla de Medinaceli y Jubera, para formar un nuevo municipio que tomó el nombre de Arcos de Jalón. Contaba entonces con 86 hogares y 320 habitantes.

## Demografía
| Gráfica de evolución demográfica de Judes entre 1842 y 1960 |
| |
| Población de derecho según los censos de población del INE Población de hecho según los censos de población del INEEntre el censo de 1970 y el anterior, este municipio desaparece porque se integra en el municipio 42025 (Arcos de Jalón) |

En el año 1981 contaba con 56 habitantes, concentrados en el núcleo principal, pasando a 11 en 2008.